# Russell (Iowa)
Russell es una ciudad ubicada en el condado de Lucas, en el estado estadounidense de Iowa. En el Censo de 2010 tenía una población de 554 habitantes y una densidad de 206,27 personas por km².

## Geografía
Russell se encuentra ubicada en las coordenadas 40°58′50″N 93°12′4″O / 40.98056, -93.20111. Según la Oficina del Censo de los Estados Unidos, Russell tiene una superficie total de 2.69 km², toda ella tierra firme.

## Demografía
Según el censo de 2010, había 554 personas residiendo en Russell. La densidad de población era de 206,27 hab./km². De los 554 habitantes, Russell estaba compuesto por el 96.93% blancos, el 0.36% eran afroamericanos, el 2.17% eran amerindios y el 0.54% eran de otras razas. Del total de la población, el 1.99% eran hispanos o latinos de cualquier raza.